# Ekkhard Verchau
Ekkhard Verchau (* 15. Mai 1927; † 11. Oktober 2016) war ein deutscher Historiker.

## Leben
Verchau ist in Salzwedel aufgewachsen. Nach Kriegsdienst und -gefangenschaft arbeitete er in der Landwirtschaft und im Bergbau. Anschließend studierte er Geschichte, Klassische Philologie, Archäologie und Germanistik in Marburg, München und Tübingen und betrieb Archivstudien in London und Paris. Im Jahr 1957 legte er der Philosophischen Fakultät an der Universität Tübingen seine Dissertation vor und wurde zum Dr. phil. promoviert. Danach arbeitete er als Dozent in der akademischen Erwachsenenbildung und von 1962 an am Institut für Europäische Geschichte in Mainz, Abteilung Universalgeschichte. Von 1964 bis 1992 arbeitete er am Historischen Seminar der Johannes Gutenberg-Universität Mainz, Abteilung Neueste Geschichte, zuletzt als Akademischer Direktor. Im Jahr 1970 leitete Verchau eine internationale Fontane-Tagung und ein Symposium über Fontanes »Stechlin« und dessen Verfilmung.

## Schriften
- Europa und der Ferne Osten 1894 bis 1898. Studien über Erscheinung und Wesen des Imperialismus in dieser Zeit. Hochschulschrift Tübingen, Philosophische Fakultät, Dissertation vom 18. Oktober 1957
- Gespaltene Geschichtsforschung. In: Zeitschrift für Religions- und Geistesgeschichte, Band 13 (1961), S. 178–184.
- Ein neues Geschichtsbild. In: Zeitschrift für Religions- und Geistesgeschichte, Band 14 (1962), S. 183–190.
- Mein Feld – die Welt. Wahrhold Drascher zum 70. Geburtstag am 3. März 1962 von seinen Freunden und Schülern in Deutschland und Übersee. Rheingold-Verlag, Mainz 1963
- Otto von Bismarck. Eine Kurzbiographie. Haude und Spener, Berlin 1969
- Von Jachmann über Stosch und Caprivi zu den Anfängen der Ära Tirpitz, in: Herbert Schottelius/Wilhelm Deist (Hg.): Marine und Marinepolitik im kaiserlichen Deutschland, 1871–1914, Militärgeschichtliches Forschungsamt, Droste, Düsseldorf 1972, S. 54–72. ISBN 3-7700-0319-5
- Otto von Bismarck. Vom Autor neu bearbeitete und erweiterte Taschenbuchausgabe, 1. Aufl., Droemer Knaur, München / Zürich 1981, ISBN 3-426-03668-1 (gehört zu Knaur[-Taschenbücher])
- Theodor Fontane. Individuum und Gesellschaft. Ullstein, Frankfurt/M. / Berlin / Wien 1983, ISBN 3-548-04604-5 (Ullstein-Buch; Fontane-Bibliothek Nr. 4604)
- Ekkhard Verchau: Jachmann, Eduard von. In: Neue Deutsche Biographie (NDB). Band 10, Duncker & Humblot, Berlin 1974, ISBN 3-428-00191-5, S. 212 f. (Digitalisat).
- Ekkhard Verchau: Kiderlen-Waechter, Alfred von. In: Neue Deutsche Biographie (NDB). Band 11, Duncker & Humblot, Berlin 1977, ISBN 3-428-00192-3, S. 574 f. (Digitalisat).
- Eines Menschen Zeit. Nachruf auf Fritz Bolle (1908–1982). In: Zeitschrift für Religions- und Geistesgeschichte. Jahrgang 34 (1982), Seite 380
- Zum Sturze Bismarcks. "Der Lotse geht von Bord". In: Historische Mitteilungen, Band 3 (1990), S. 143–151.